# آدم هينريش
آدم هينريش هو لاعب هوكي الجليد كندي، ولد في 19 يناير 1984 في Thornhill, Ontario ‏ في كندا.

## وصلات خارجية
- آدم هينريش على موقع دوري الهوكي الوطني (الإنجليزية)
- آدم هينريش على موقع EliteProspects.com (الإنجليزية)
- آدم هينريش على موقع HockeyDB.com (الإنجليزية)